# Gobè
Gobè ist ein Arrondissement im Departement Zou im westafrikanischen Staat Benin. Es ist eine Verwaltungseinheit, die der Gerichtsbarkeit der Kommune Djidja untersteht.

## Demografie und Verwaltung
Gemäß der Volkszählung 2013 des beninischen Statistikamtes INSAE hatte das Arrondissement 5406 Einwohner, davon waren 2588 männlich und 2818 weiblich.
Von den 95 Dörfern und Quartieren der Kommune Djidja entfallen sechs auf Gobè:
1. Ahokanmè
2. Betta
3. Bookou
4. Gobaix
5. Lagbado
6. Lakpo